# Walzen-, Kissen- und Noppen-Seesterne
Die Familie der Walzen-, Kissen- und Noppen-Seesterne (Oreasteridae) enthält große, stark gepanzerte und voluminöse Formen, die ein netzförmiges Skelett haben. Oft sind sie mit kräftigen, bunten Stacheln und Warzen deutlich gemustert.
Die etwa 20 Gattungen leben überwiegend im Indopazifik. Nur zwei Arten der Gattung Oreaster leben im Atlantik.
Viele Oreasteridae ernähren sich von Kleinstlebewesen, andere sind Aasfresser oder Nahrungsspezialisten. Die Kissenseesterne der Gattung Culcita fressen Polypen von Steinkorallen. Bei den meisten Arten wird beim Fressen der Magen ausgestülpt und die Nahrung außerhalb des Körpers verdaut.
Da sie selbst tot sehr dekorativ aussehen, werden sie oft gesammelt, getrocknet und dann an Touristen verkauft. Viele Arten wie der Genetzte Kissenstern (Oreaster reticulatus) aus der Karibik sind deshalb sehr selten geworden.

## Systematik
- Gattung Choriaster
  - Walzenseestern (Choriaster granulatus) (Lütken, 1869)
- Gattung Culcita
  - Großer Kissenstern (Culcita novaeguineae) Müller & Troschel, 1842
  - Stachel-Kissenstern (Culcita schmideliana) (Retzius, 1805)
- Gattung Halityle
  - Halityle regularis Fisher, 1913
- Gattung Nectria
  - Nectria ocellata
- Gattung Nidorellia
  - Schokoladen-Seestern (Nidorellia armata) Gray, 1840
- Gattung Oreaster Müller & Troschel, 1842
  - Oreaster occidentalis
  - Genetzter Kissenstern (Oreaster reticulatus) (Linnaeus, 1758)
- Gattung Pentaceraster Döderlein, 1916
  - Pentaceraster affinis (Müller & Troschel, 1840)
  - Pentaceraster alveolatus (Perrier, 1875)
  - Panamaischer Noppen-Seestern (Pentaceraster cumingi) (Gray, 1840)
  - Grüner Noppenseestern (Pentaceraster mammillatus) (Audouin, 1826)
  - Pentaceraster obtusatus
  - Pentaceraster regulus (Müller & Troschel, 1842)
  - Roter Noppenseestern (Pentaceraster tuberculatus) (Müller & Troschel, 1842)
- Gattung Pentaster
  - Pentaster obtusatus (Bory de St. Vincent, 1827)
- Gattung Protoreaster
  - Protoreaster alveolatus
  - Lincks Walzenseestern (Protoreaster linckii) Blainville, 1834
  - Knotiger Walzenseestern (Protoreaster nodosus) (Linnaeus, 1758)
  - Protoreaster regulus

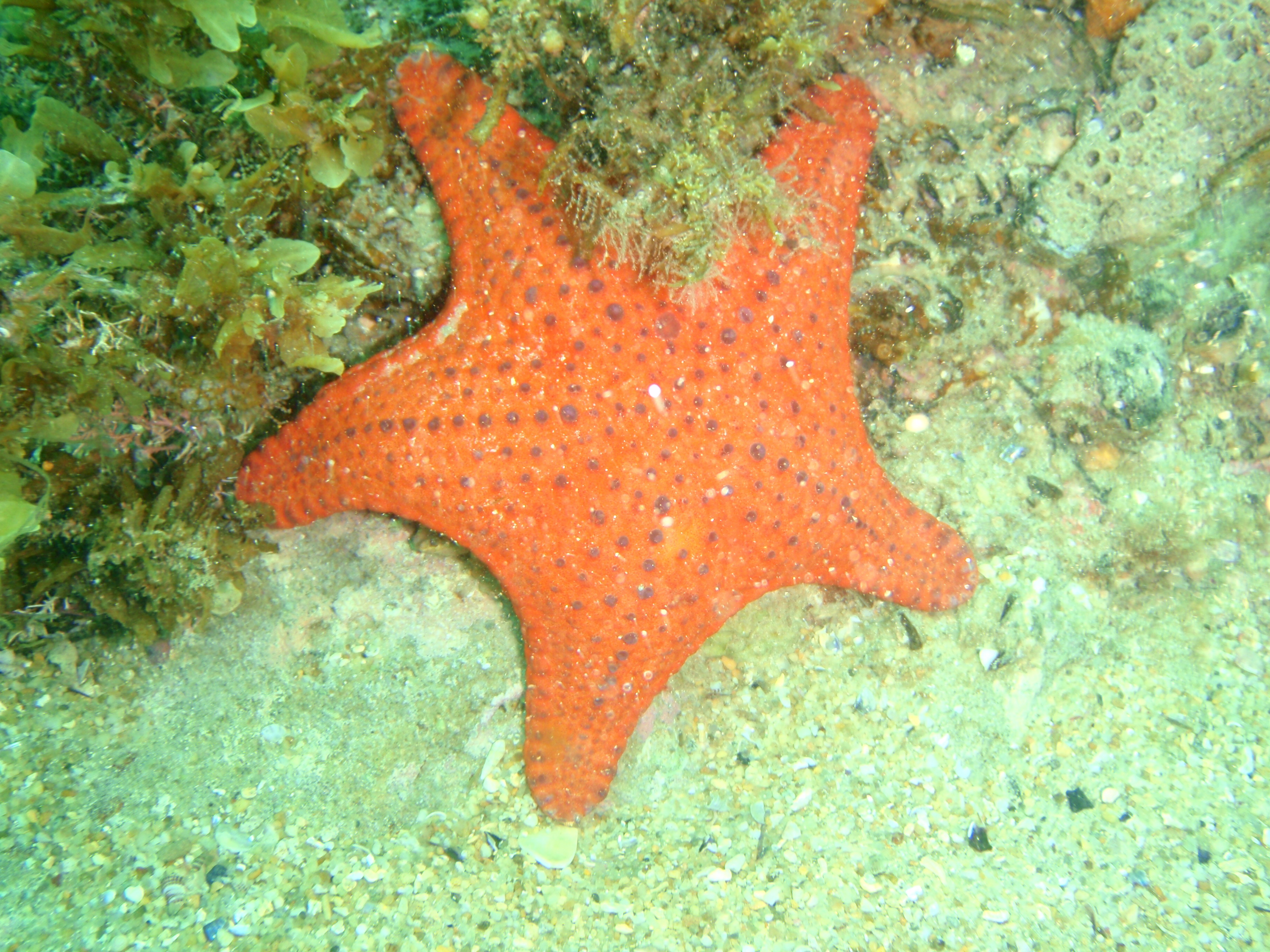
Anthaster valvulatus
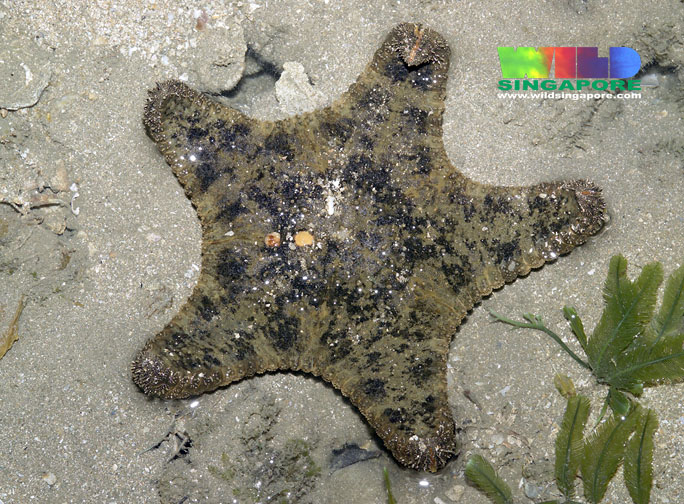
Anthenea aspera
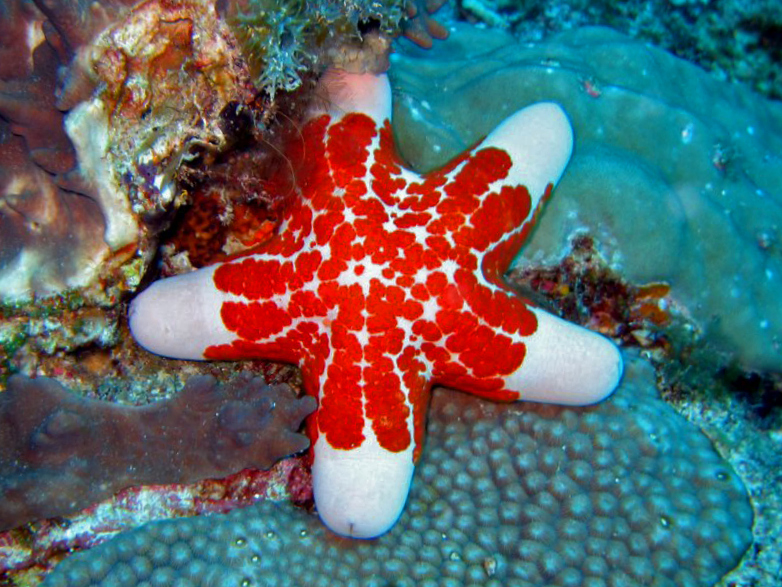
Choriaster granulatus
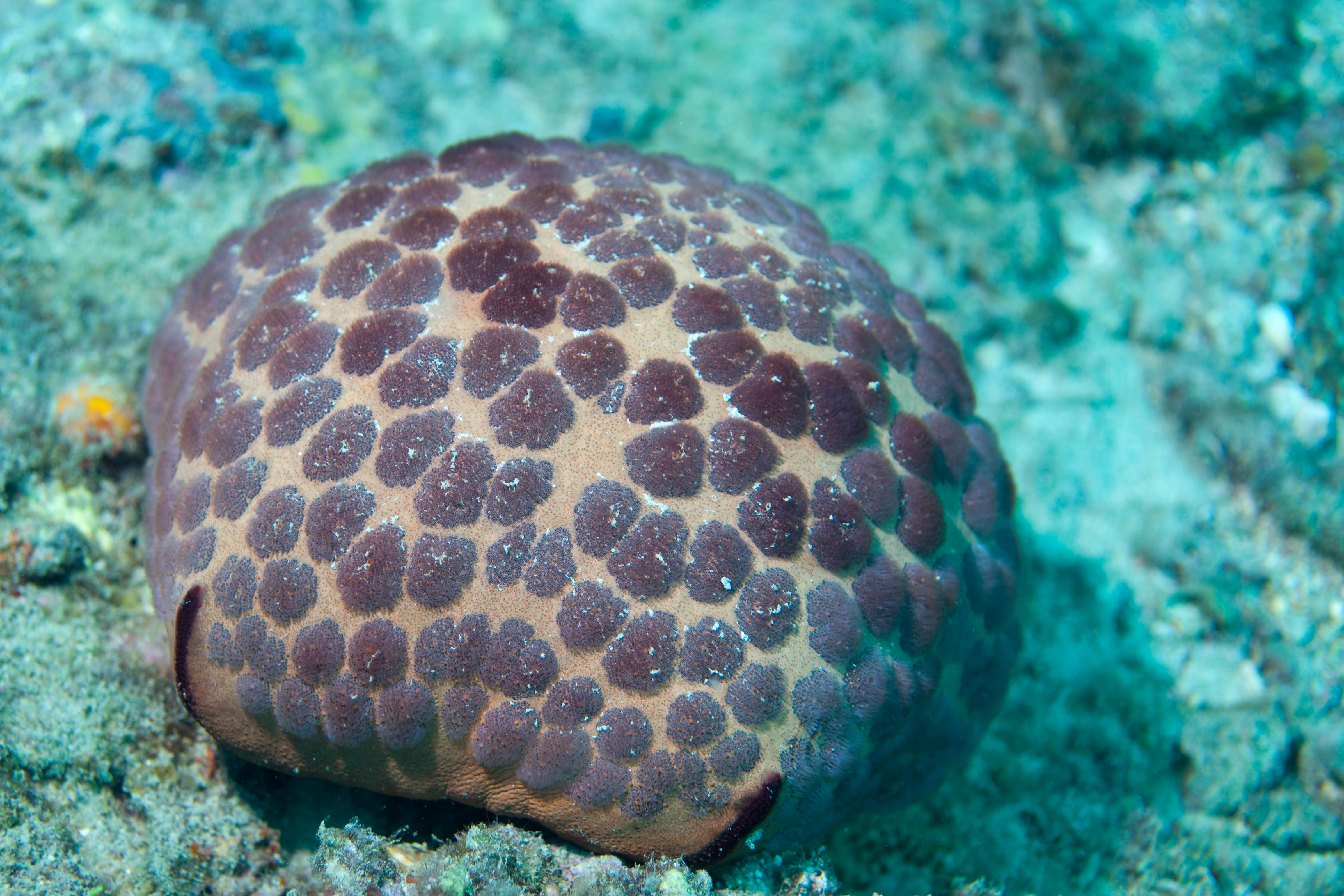
Culcita novaeguineae
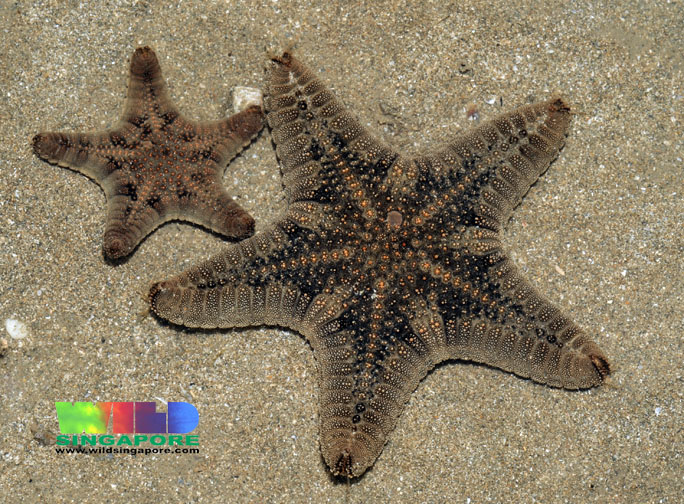
Goniodiscaster scabra
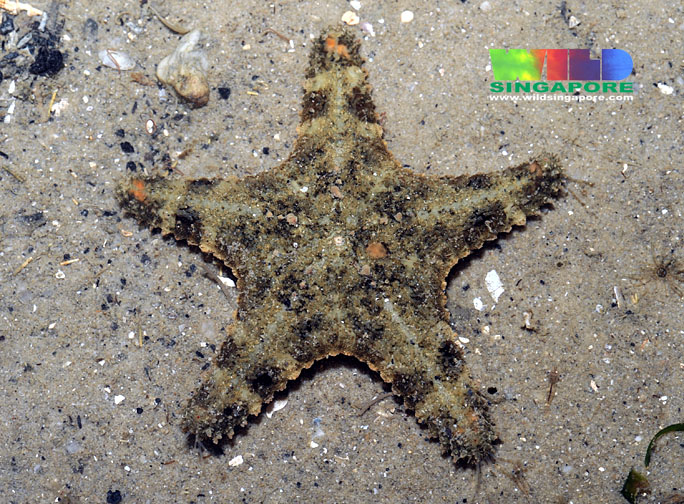
Gymnanthenea laevis
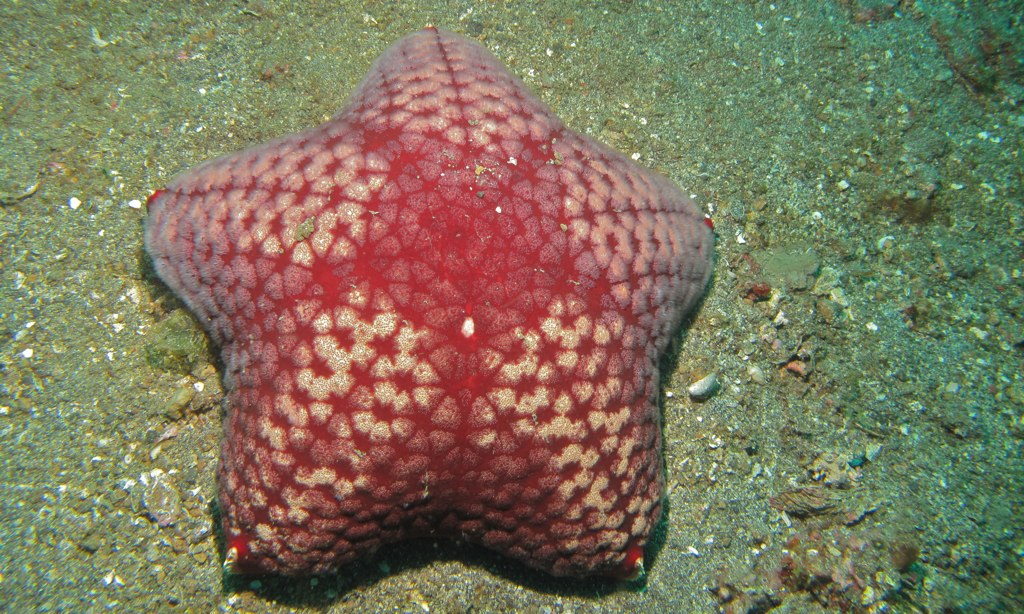
Halityle regularis
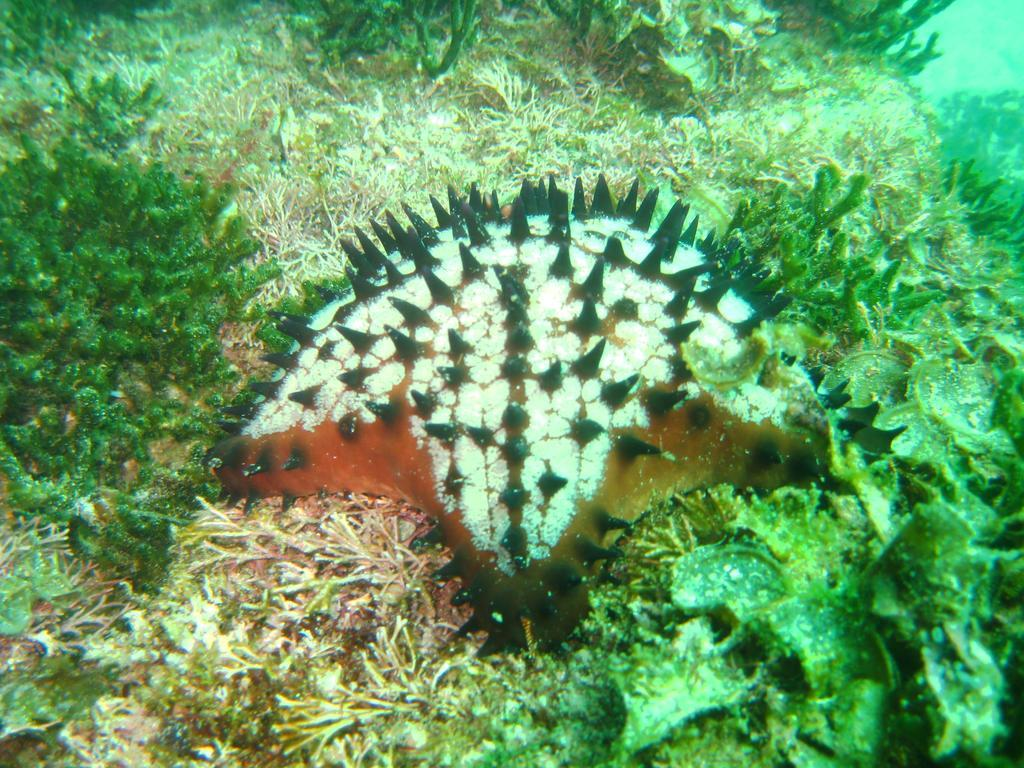
Nidorellia armata
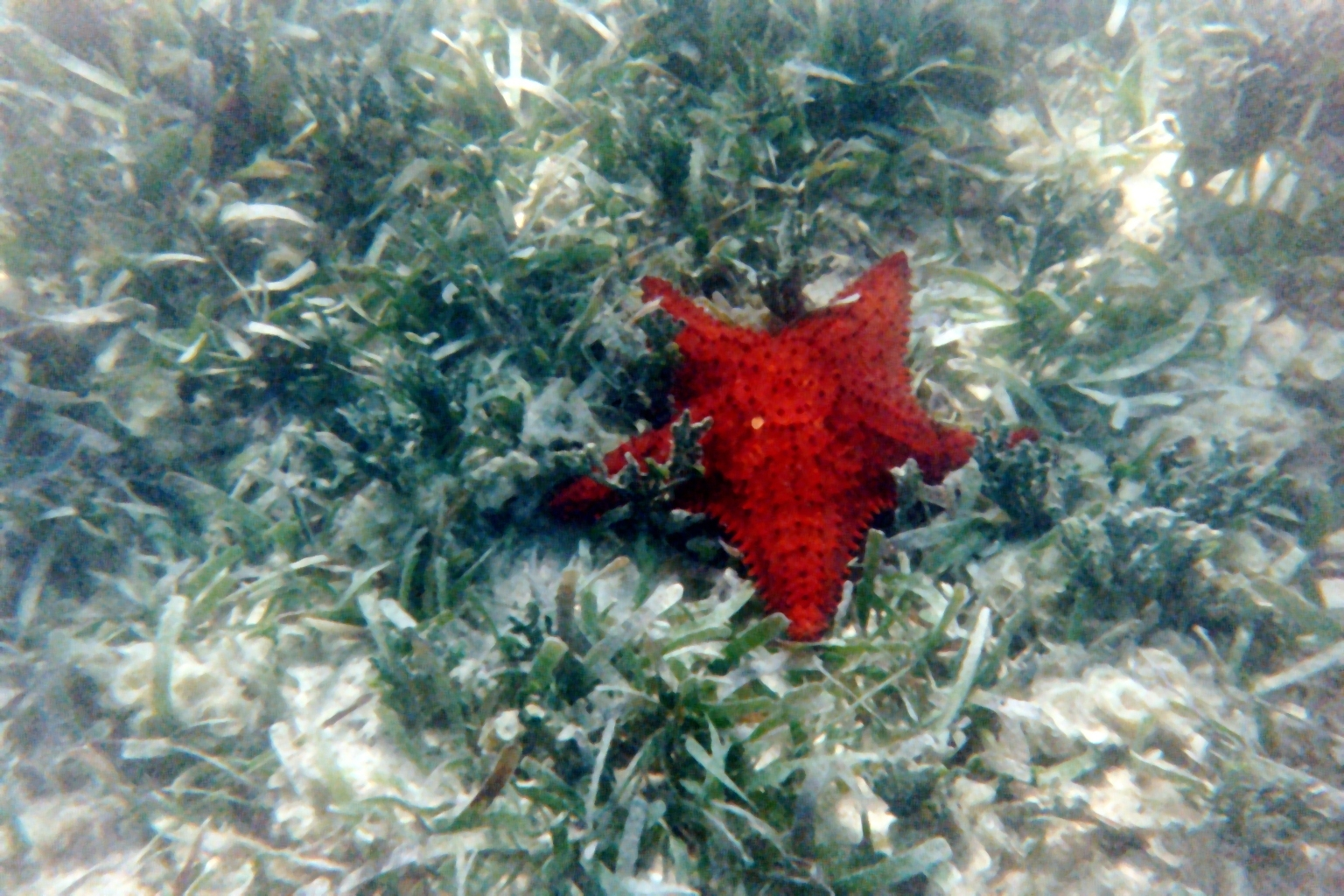
Oreaster reticulatus
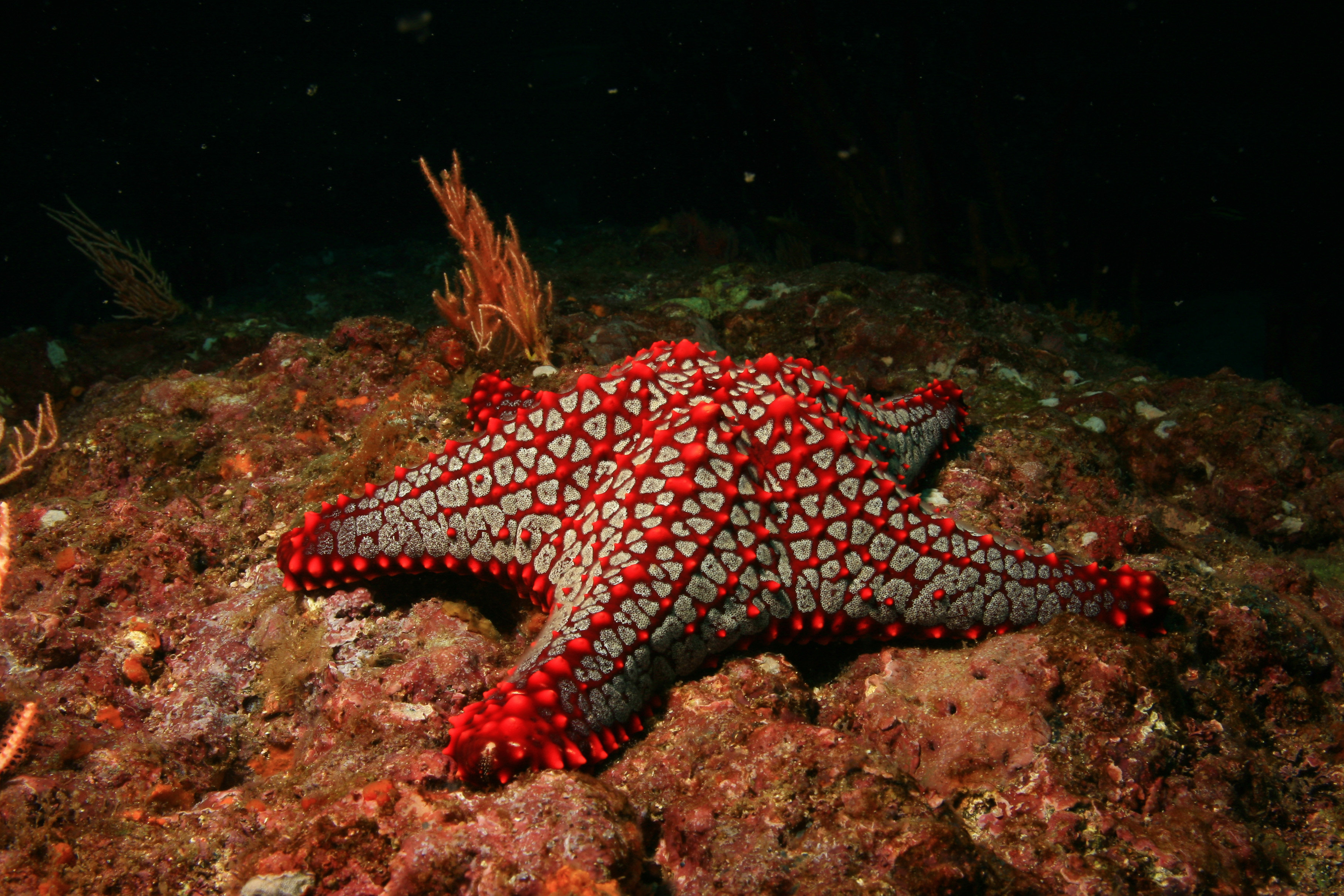
Pentaceraster cumingi
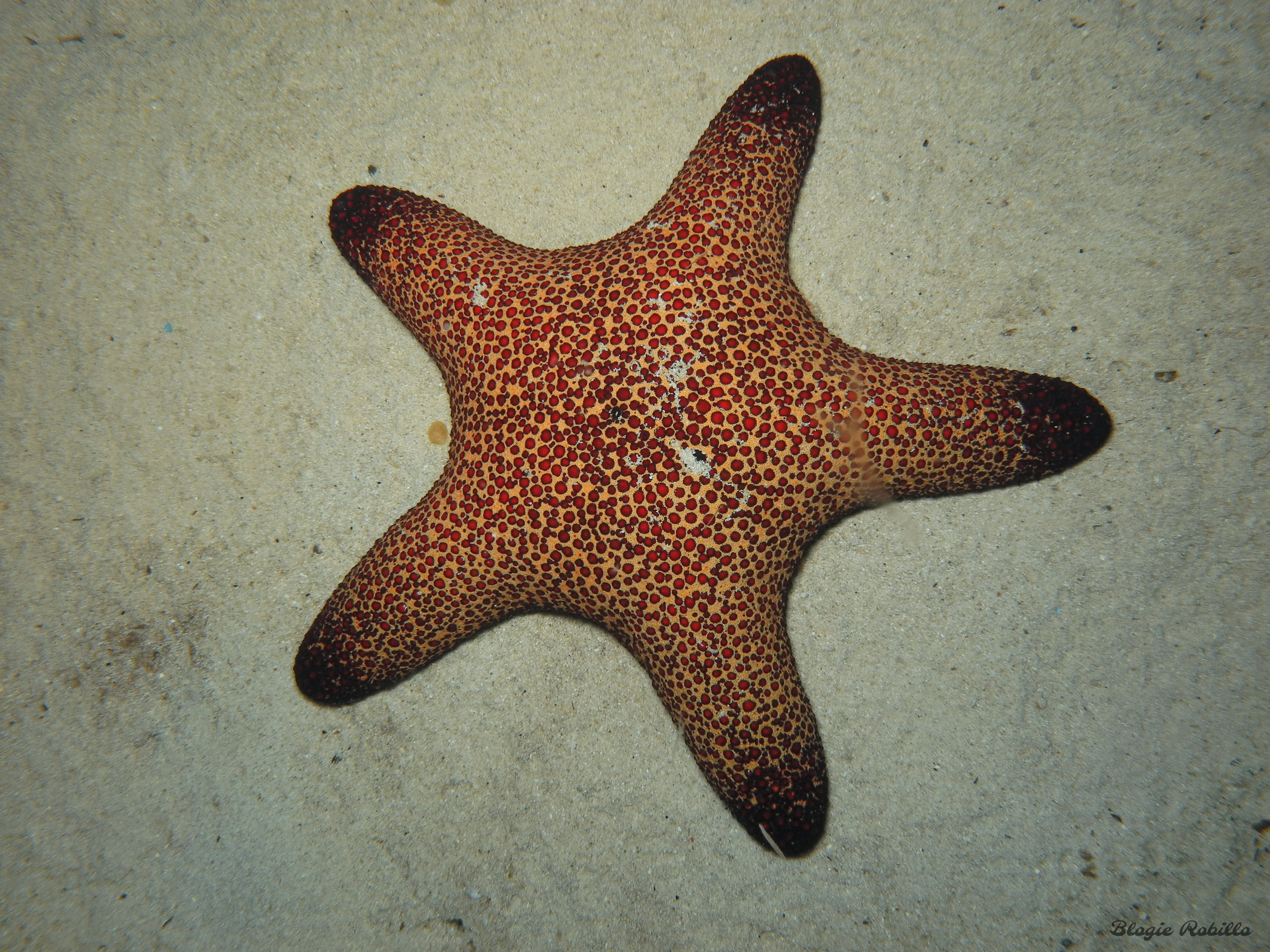
Pentaster obtusatus
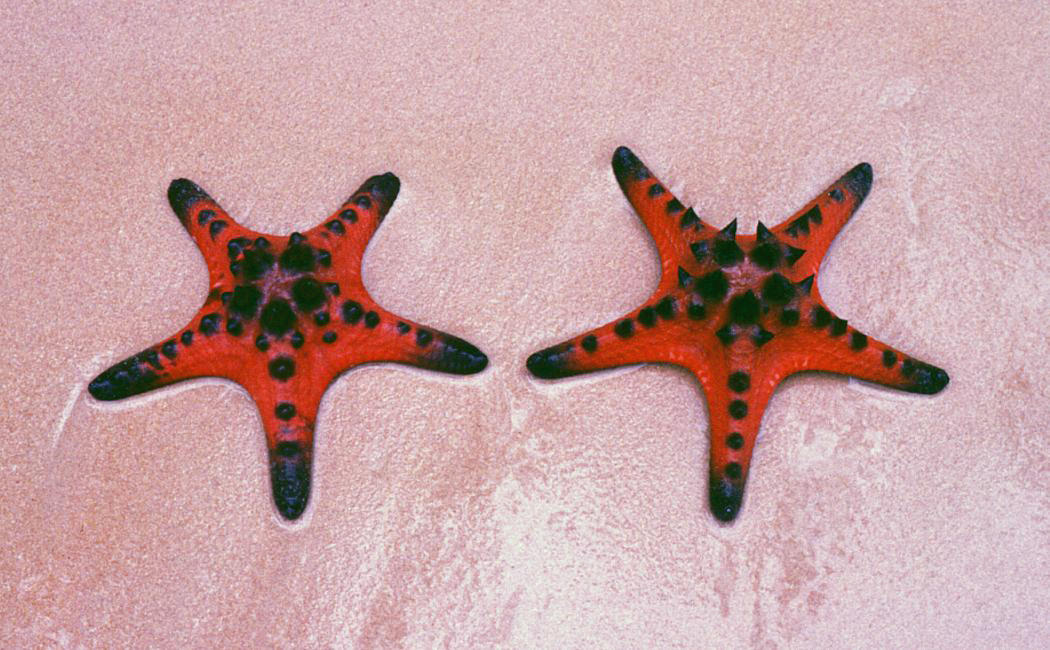
Protoreaster nodosus